# Quivi Quivi Media
Quivi Quivi Media (auch: Quivi Quivi Bajo) ist eine Ortschaft im Departamento Potosí im Hochland des südamerikanischen Anden-Staates Bolivien.

## Lage im Nahraum
Quivi Quivi Media ist die zweitgrößte Ortschaft des Kanton Tecoya im Municipio Betanzos in der Provinz Cornelio Saavedra. Die Ortschaft und liegt auf einer Höhe von 3490 m am Río Ticoya, der flussabwärts über den Río Jachcha Llullu in den Río Khona Paya mündet, der ein Zufluss des Río Miculpaya ist.

## Geographie
Quivi Quivi Media liegt zwischen dem bolivianischen Altiplano im Westen und der Cordillera Central im Osten. Das Klima der Region ist ein typisches Tageszeitenklima, bei dem die Temperaturschwankungen im Tagesverlauf stärker ausfallen als im Jahresverlauf.
Die Jahresdurchschnittstemperatur in den Tallagen der Region beträgt etwa 17 °C (siehe Klimadiagramm Betanzos), die Monatswerte schwanken nur unwesentlich zwischen 14 °C im Juni/Juli und 19 °C von November bis Januar. Die jährliche Niederschlagsmenge liegt bei knapp 500 mm, die Monate Mai bis September sind arid mit Monatswerten unter 15 mm, nur im Januar wird ein Niederschlag von 100 mm erreicht.

## Verkehrsnetz
Quivi Quivi Media liegt in einer Entfernung von 41 Straßenkilometern östlich von Potosí, der Hauptstadt des Departamentos.
Südlich an Quivi Quivi vorbei führt die überregionale Nationalstraße Ruta 5, die von La Palizada im Departamento Santa Cruz über Sucre und Betanzos weiter nach Potosí, Ticatica, Pulacayo und Uyuni bis an die Grenze von Chile führt. Am östlichen Ortseingang von Betanzos zweigt eine Landstraße in nördlicher Richtung von der Ruta 5 ab und erreicht über Tecoya nach insgesamt zehn Kilometern Quivi Quivi Media.

## Bevölkerung
Die Einwohnerzahl der Ortschaft ist in den vergangenen beiden Jahrzehnten um mehr als ein Drittel angestiegen:
| Jahr | Einwohner         | Quelle       |
| ---- | ----------------- | ------------ |
| 1992 | keine Detaildaten | Volkszählung |
| 2001 | 370               | Volkszählung |
| 2010 | 494               | Volkszählung |
| 2024 |                   | Volkszählung |